# Clawson (Utah)
Clawson város az USA Utah államában, Emery megyében. Lakosainak száma 162 fő (2020. április 1.).

## Népesség
A település népességének változása:

| 2010 | 163 |
| 2020 | 162 |